# Aventura lui Poseidon (film din 2005)
Aventura lui Poseidon (în engleză The Poseidon Adventure) este un film de televiziune din 2005 regizat de John Putch după un scenariu de Bryce Zabel bazat pe romanul omonim al scriitorului Paul Gallico și vag pe filmul omonim din 1972 de Ronald Neame bazat pe același roman. În rolurile principale au interpretat actorii Adam Baldwin, Rutger Hauer și  Steve Guttenberg. Romanul a fost ecranizat anul următor ca Poseidon de către regizorul Wolfgang Petersen cu un buget de 160 de milioane $.
Aventura lui Poseidon a fost produs de studiourile NBC și a avut premiera la 20 noiembrie 2005. Coloana sonoră a fost compusă de Joe Kraemer. 

## Distribuție
- Adam Baldwin – Sea Marshal Mike Rogo
- Rutger Hauer – Bishop August Schmidt
- Steve Guttenberg – Richard Clarke
- Bryan Brown – Jeffrey Eric Anderson
- Alexa Hamilton – Rachel Clarke
- Tinarie Van Wyk-Loots – Aimee Anderson
- C. Thomas Howell – Doctor Matthew Ballard
- Amber Sainsbury – Shelby Clarke
- Sylvia Syms – Belle Rosen
- Nathalie Boltt – Shoshanna
- Peter Weller – Captain Paul Gallico
- Alex Kingston – Suzanne Harrison
- Clive Mantle – James Martin
- Rory Copus – Dylan Clarke
- Geoff Pierson – Admiral Jennings
- Peter Dobson – Agent Percy
- Andrew Brent – Ronald Acre
- Peter Butler – Badawi

## Lansare pentru acasă
A fost lansat pe DVD la 22 august 2006.